# Liste der Abgeordneten zum Vorarlberger Landtag (XXX. Gesetzgebungsperiode)
- ÖVP: 16
- FPÖ: 9
- GRÜNE: 6
- SPÖ: 3
- NEOS: 2

Diese Liste bietet einen Überblick über die Mitglieder des XXX. Vorarlberger Landtags in der Legislaturperiode von 2014 bis 2019. Der XXX. Vorarlberger Landtag wurde in der konstituierenden Sitzung am 15. Oktober 2014 angelobt. Am 21. September desselben Jahres fand die Wahl zum Vorarlberger Landtag statt (Siehe dazu Landtagswahl in Vorarlberg 2014).

## Landtagspräsidenten
Das Landtagspräsidium setzt sich aus dem Landtagspräsidenten und seinen beiden Vizepräsidenten zusammen. Die Aufgabe des Präsidiums ist es, die Sitzungen des Landtags zu leiten und den Vorarlberger Landtag nach außen hin zu vertreten. In der konstituierenden Sitzung des Landtags der XXX. Legislaturperiode wurde Harald Sonderegger (ÖVP) zum Landtagspräsidenten gewählt. Gabriele Nußbaumer (ÖVP) und Ernst Hagen (FPÖ) wurden als Vizepräsidenten bestellt. Am 31. Jänner 2018 folgte Martina Rüscher der ausgeschiedenen Gabriele Nußbaumer als zweite Landtagsvizepräsidentin nach.
Dem erweiterten Präsidium gehören außerdem die Fraktionsvorsitzenden der fünf Landtagsfraktionen an. Gemeinsam bilden sie ein beratendes Gremium, das dem Landtagspräsidenten bei der Erstellung der Tagesordnungen sowie der Festlegung der Sitzungszeiten behilflich ist.

## Beamte/Beisitzer
Jeder Landtagssitzung sitzen zwei Beamte bei, die fraktionslos sind und den ordentlichen Geschäftsablauf des Vorarlberger Landtags überwachen. Der Landtagsdirektor ist dabei Schriftführer jeder Sitzung und der Landesamtsdirektor ist als ranghöchster Beamter des Amts der Vorarlberger Landesregierung teilnahmeberechtigt. Weder der Landesamtsdirektor noch der Landtagsdirektor haben ein Stimmrecht im Vorarlberger Landtag. Günther Eberle war Landesamtsdirektor, Borghild Goldgruber-Reiner Landtagsdirektorin.
Darüber hinaus sind sämtliche Mitglieder der Vorarlberger Landesregierung teilnahme-, aber nicht stimmberechtigt bei den Sitzungen des Landtags. So soll sichergestellt werden, dass das Exekutivorgan, welches Beschlüsse des Landtags auszuführen hat, diesem Legislativorgan Rechenschaft ablegt.

## Bundesräte
Dem Vorarlberger Landtag steht es zu, drei Vertreter in den Bundesrat nach Wien zu entsenden. In der XXX. Gesetzgebungsperiode waren dies zunächst die Bundesräte Magnus Brunner (ÖVP), Edgar Mayer (ÖVP) und Christoph Längle (FPÖ, ab 22. April 2019 parteilos). Am 30. September 2018 legte Edgar Mayer das Mandat zurück und der Landtag wählte daraufhin Martina Ess (ÖVP) zu seiner Nachfolgerin.

## Abgeordnete
Im XXX. Vorarlberger Landtag waren 36 Abgeordnete von fünf Parteien vertreten. Dies waren die Österreichische Volkspartei (ÖVP), die Freiheitliche Partei Österreichs (FPÖ), Die Grünen, die Sozialdemokratische Partei Österreichs (SPÖ) und NEOS – Das Neue Österreich und Liberales Forum (NEOS).
Die jeweiligen Fraktionsvorsitzenden wurden farblich hervorgehoben. Grau steht für den ÖVP-Landtagsklub, rot für den SPÖ-Landtagsclub, blau für den Freiheitlichen Landtagsklub und grün für den Landtagsklub „Die Grünen“. NEOS bildet zwar eine eigene Fraktion im Landtag, erreichte aber mit nur zwei Mandaten nicht die Klubstärke (ab drei Mandaten).

### Landtagsabgeordnete
| Bild | Name                            | Fraktion | Fraktion   | Wahlkreis           | Anmerkungen                                                             |
| ---- | ------------------------------- | -------- | ---------- | ------------------- | ----------------------------------------------------------------------- |
|      | Allgäuer Daniel                 |          | FPÖ        | Feldkirch           | Klubobmann der FPÖ ab 23. Dezember 2015                                 |
|      | Auer Manuela                    |          | SPÖ        | Landeswahlvorschlag | am 15. November als Nachrückerin für Reinhold Einwallner angelobt       |
|      | Aydın Vahide                    |          | Die Grünen | Dornbirn            |                                                                         |
|      | Bitschi Christof                |          | FPÖ        | Landeswahlvorschlag |                                                                         |
|      | Egger Dieter                    |          | FPÖ        | Feldkirch           | Klubobmann der FPÖ bis zum 23. Dezember 2015                            |
|      | Fässler Julian                  |          | ÖVP        | Landeswahlvorschlag |                                                                         |
|      | Feuerstein Bernhard             |          | ÖVP        | Bregenz             | am 5. November 2014 als Nachrücker für Bernadette Mennel angelobt       |
|      | Frühstück Roland                |          | ÖVP        | Bregenz             | Klubobmann ÖVP                                                          |
|      | Gross Adi                       |          | Die Grünen | Bregenz             | Klubobmann „Die Grünen“                                                 |
|      | Gruber Beate                    |          | ÖVP        | Bregenz             | am 5. November 2014 als Nachrückerin für Erich Schwärzler angelobt      |
|      | Hagen Ernst                     |          | FPÖ        | Dornbirn            | 1. Landtagsvizepräsident                                                |
|      | Hartmann Markus                 |          | ÖVP        | Feldkirch           | am 7. März 2018 als Nachrücker für Barbara Schöbi-Fink angelobt         |
|      | Hofer Albert                    |          | ÖVP        | Dornbirn            |                                                                         |
|      | Hosp Nicole                     |          | FPÖ        | Landeswahlvorschlag |                                                                         |
|      | Huber Werner                    |          | ÖVP        | Feldkirch           |                                                                         |
|      | Kinz Hubert                     |          | FPÖ        | Bregenz             |                                                                         |
|      | Marte Veronika                  |          | ÖVP        | Bregenz             | am 3. April 2019 als Nachrückerin für Matthias Kucera angelobt          |
|      | Matt Daniel                     |          | NEOS       | Landeswahlvorschlag | am 4. Oktober als Nachrücker für Martina Pointner angelobt              |
|      | Mayr Steve                      |          | ÖVP        | Feldkirch           | am 31. Jänner 2018 als Nachrücker für Gabriele Nußbaumer angelobt       |
|      | Metzler Christoph               |          | Die Grünen | Feldkirch           | am 5. November 2014 als Nachrücker für Johannes Rauch angelobt          |
|      | Michalke Cornelia               |          | FPÖ        | Bregenz             |                                                                         |
|      | Ritsch Michael                  |          | SPÖ        | Bregenz             | Klubobmann SPÖ                                                          |
|      | Rüscher Martina                 |          | ÖVP        | Bregenz             | ab 31. Jänner 2018 2. Landtagsvizepräsidentin                           |
|      | Scheffknecht Sabine             |          | NEOS       | Landeswahlvorschlag | Fraktionsvorsitzende NEOS                                               |
|      | Schoch Sandra                   |          | Die Grünen | Bregenz             | am 5. November 2014 als Nachrückerin für Katharina Wiesflecker angelobt |
|      | Sonderegger Harald              |          | ÖVP        | Feldkirch           | Landtagspräsident                                                       |
|      | Sprickler-Falschlunger Gabriele |          | SPÖ        | Landeswahlvorschlag |                                                                         |
|      | Steinhofer Daniel               |          | ÖVP        | Dornbirn            | am 5. November 2014 als Nachrücker für Christian Bernhard angelobt      |
|      | Tomaselli Nina                  |          | Die Grünen | Feldkirch           |                                                                         |
|      | Türtscher Josef                 |          | ÖVP        | Bludenz             |                                                                         |
|      | Vonier Monika                   |          | ÖVP        | Bludenz             |                                                                         |
|      | Waibel Christoph                |          | FPÖ        | Dornbirn            |                                                                         |
|      | Weixlbaumer Joachim             |          | FPÖ        | Bludenz             |                                                                         |
|      | Winsauer Thomas                 |          | ÖVP        | Dornbirn            |                                                                         |
|      | Witwer Harald                   |          | ÖVP        | Bludenz             | am 9. Mai 2018 als Nachrücker für Christian Gantner angelobt            |
|      | Zadra Daniel                    |          | Die Grünen | Landeswahlvorschlag |                                                                         |

## Ausgeschiedene Abgeordnete
| Bild | Name                  | Fraktion | Fraktion   | Wahlkreis           | Anmerkungen |
| ---- | --------------------- | -------- | ---------- | ------------------- | --- |
|      | Bernhard Christian    |          | ÖVP        | Dornbirn            | am 15. Oktober 2014 nach Wahl in die Landesregierung ausgeschieden                                                                                              |
|      | Einwallner Reinhold   |          | SPÖ        | Landeswahlvorschlag | bis 31. Oktober 2017, Nachfolgerin Manuela Auer |
|      | Gantner Christian     |          | ÖVP        | Bludenz             | am 11. April 2018 nach Wahl in die Landesregierung ausgeschieden, Nachfolger Harald Witwer                                                                      |
|      | Kucera Matthias       |          | ÖVP        | Bregenz             | am 5. November 2014 als Nachrücker für Karlheinz Rüdisser angelobt; bis 13. März 2019, Nachfolgerin Veronika Marte                                              |
|      | Mennel Bernadette     |          | ÖVP        | Bregenz             | am 15. Oktober 2014 nach Wahl in die Landesregierung ausgeschieden                                                                                              |
|      | Nußbaumer Gabriele    |          | ÖVP        | Feldkirch           | 2. Landtagsvizepräsidentin; bis 2. Jänner 2018, Nachfolger Steve Mayr                                                                                           |
|      | Pointner Martina      |          | NEOS       | Landeswahlvorschlag | bis 7. September 2017, Nachfolger Daniel Matt |
|      | Rauch Johannes        |          | Die Grünen | Feldkirch           | am 15. Oktober 2014 nach Wahl in die Landesregierung ausgeschieden                                                                                              |
|      | Rüdisser Karlheinz    |          | ÖVP        | Bregenz             | am 15. Oktober 2014 nach Wahl in die Landesregierung ausgeschieden                                                                                              |
|      | Schöbi-Fink Barbara   |          | ÖVP        | Feldkirch           | am 5. November 2014 als Nachrückerin für Markus Wallner angelobt; am 31. Jänner 2018 nach Wahl in die Landesregierung ausgeschieden, Nachfolger Markus Hartmann |
|      | Schwärzler Erich      |          | ÖVP        | Bregenz             | am 15. Oktober 2014 nach Wahl in die Landesregierung ausgeschieden                                                                                              |
|      | Wallner Markus        |          | ÖVP        | Feldkirch           | am 15. Oktober 2014 nach Wahl in die Landesregierung ausgeschieden                                                                                              |
|      | Wiesflecker Katharina |          | Die Grünen | Bregenz             | am 15. Oktober 2014 nach Wahl in die Landesregierung ausgeschieden                                                                                              |